# Neocheiridium galapagoense
Neocheiridium galapagoense es una especie de arácnido del orden Pseudoscorpionida de la familia Cheiridiidae.

## Distribución geográfica
Se encuentra en las islas Galápagos.